# NGC 4244
NGC 4244 es una galaxia espiral situada en la constelación de Canes Venatici visible con telescopios de aficionado. Se halla a una distancia no muy bien determinada, que según diversos autores y métodos oscila entre 11,7 y 14,6 millones de años luz de la Vía Láctea. 
NGC 4244 se ve casi de canto, y a pesar de ser una galaxia de tipo tardío muestra muy poca formación estelar, con regiones de formación estelar muy pequeñas y débiles (y tampoco muestra actividad alguna en su núcleo, aunque éste se halla rodeado por un cúmulo estelar central con una masa de 1,7 millones de masas solares en sus 8 parsecs más internos).
NGC 4244 forma parte del Grupo Canes I, que incluye entre otras a la galaxia espiral M94 y a las galaxias irregulares NGC 4214 y NGC 4449, siendo su miembro más brillante (pero no el más grande la M94).